# Jurij Nikitenko
Jurij Mykolajovyč Nikitenko (in ucraino Юрій Миколайович Нікітенко?; Odessa, 28 marzo 1974) è un ex calciatore e allenatore di calcio ucraino.

## Carriera da giocatore
Ha iniziato la sua carriera come giocatore del Zirka. Ha giocato anche per la squadra di riserva del Čornomorec, Nyva Ternopil, Krystal Čortkiv e per la squadra di riserva del Ternopil'. Nel 2001 passa al Volyn e nel 2005 al Podillja, Spartak Ivano-Frankivs'k e nel 2007 gioca per una stagione per la squadra del Desna Černihiv.

## Palmarès

### Club
- Perša Liha

Volyn: 2001-2002